# Онова неједнакост
У математици, Онова неједнакост је теорема о троугловима у Еуклидској равни. У оригиналном облику у коме ју је у виду претпоставке 1914. изнео Т. Оно, ова неједнакост је нетачна; међутим, исказ је тачан за оштроугле троуглове, што је показао Балитранд 1916.

## Исказ неједнакости
Нека се посматра оштроугли троугао у еуклидској равни, са дужинама страница a, b и c и површином A. Тада је
{\displaystyle 27(b^{2}+c^{2}-a^{2})^{2}(c^{2}+a^{2}-b^{2})^{2}(a^{2}+b^{2}-c^{2})^{2}\leq (4A)^{6}.}
Ова неједнакост не важи за троуглове у општем случају (како је Оно почетно претпоставио), што се може видети из контрапримера a&nbsp;=&nbsp;3/4, b&nbsp;=&nbsp;1/2, c&nbsp;=&nbsp;1.